# Patakbogárfélék

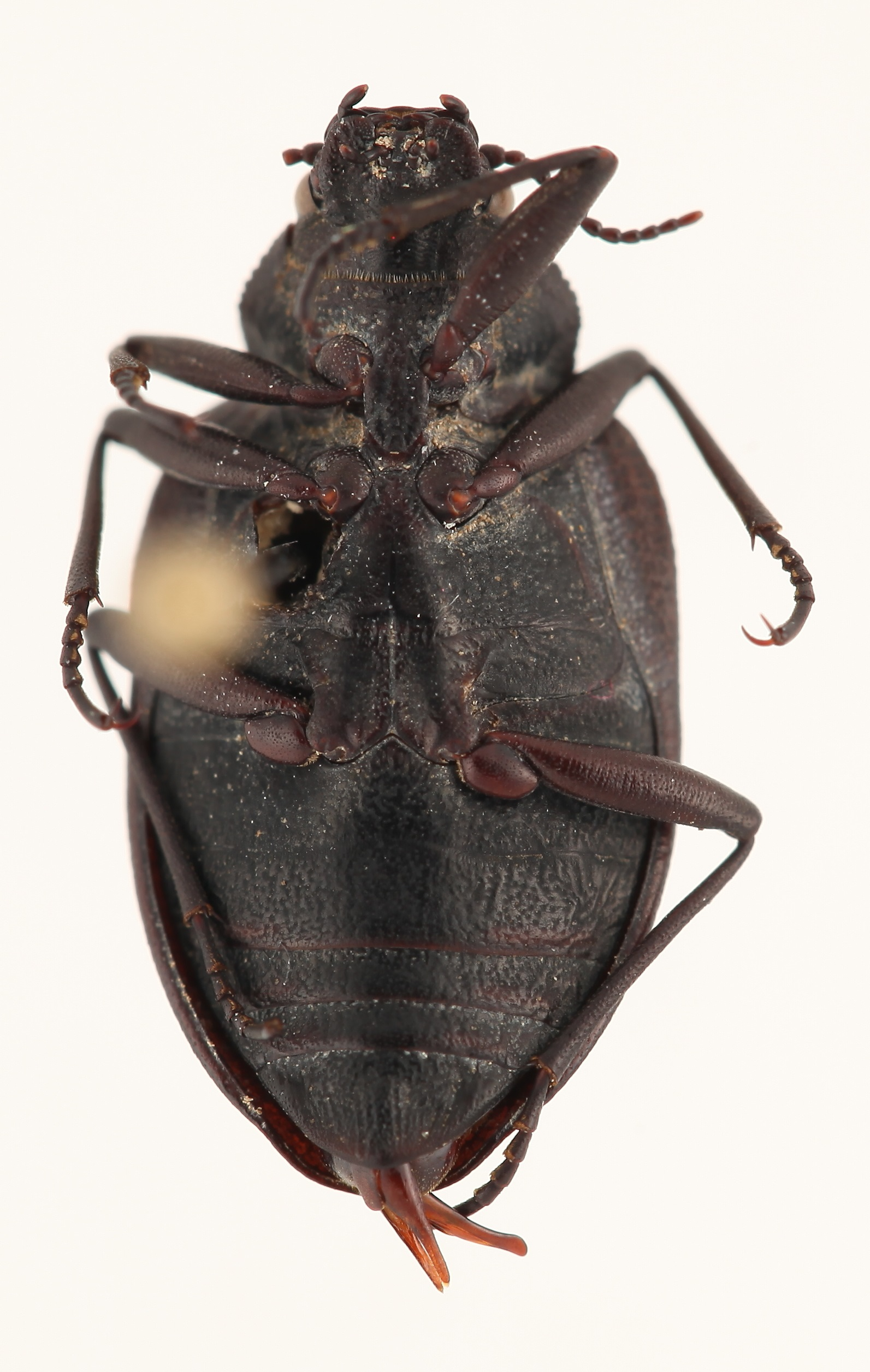
Amphizoa insolens alulnézetben

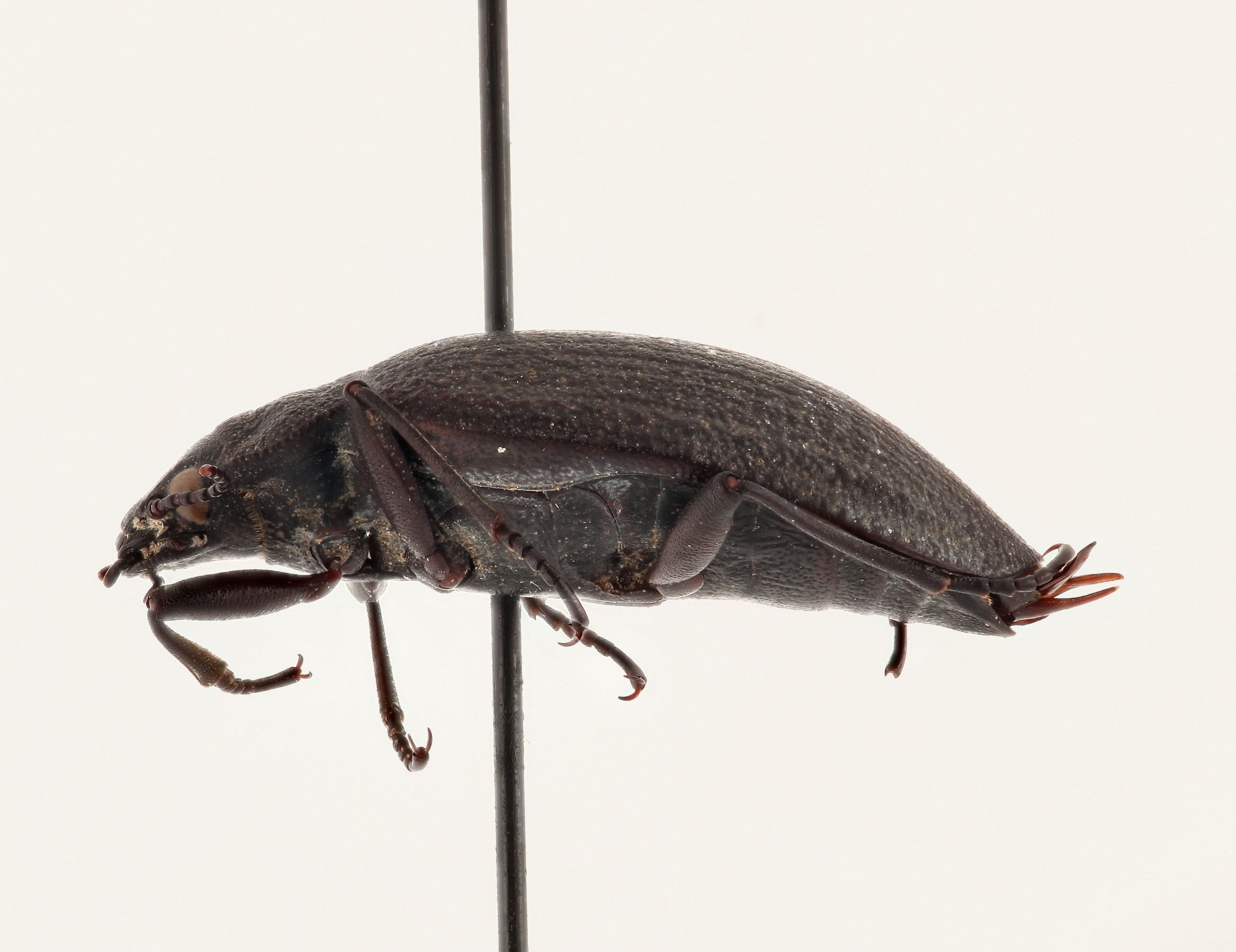
Amphizoa insolens oldalnézetben

A patakbogárfélék (Amphizoidae) a ragadozó bogarak (Adephaga) alrendjében a Dytiscoidea öregcsalád egyik családja egyetlen nem öt fajával.

## Származása, elterjedése
Fajai Észak-Amerikában, illetve Kelet-Ázsiában élnek.